# Scabdates
Scabdates är ett livealbum av det amerikanska rockbandet The Mars Volta, utgivet den 8 november 2005.

## Låtlista
1. "Abrasions Mount the Timpani" - 4:07
2. "Take the Veil Cerpin Taxt" - 5:56
3. "Take the Veil Cerpin Taxt: Gust of Mutts" - 2:34
4. "Take the Veil Cerpin Taxt: And Ghosted Pouts" - 4:52
5. "Caviglia" - 2:45
6. "Concertina" - 4:17
7. "Haruspex" - 5:23
8. "Cicatriz" - 8:16
9. "Cicatriz: A. Part I" - 2:33
10. "Cicatriz: B. Part II" - 7:39
11. "Cicatriz: C. Part III" - 4:27
12. "Cicatriz: D. Part IV" - 20:00